# Jovsa
Jovsa est un village de Slovaquie situé dans la région de Košice.

## Histoire
Première mention écrite du village en 1418.

## Démographie

### Évolution de la population
| Année:               | 1994. | 2004.   | 2014.   | 2024.   |
| -------------------- | ----- | ------- | ------- | ------- |
| Nombre de personnes: | 834   | 836     | 800     | 858     |
| Différence:          |       | +0,23 % | -4,30 % | +7,25 % |

| Année:               | 2023. | 2024.   |
| -------------------- | ----- | ------- |
| Nombre de personnes: | 845   | 858     |
| Différence:          |       | +1,53 % |

## Politique
| Nom           | Parti politique      | Date de l'élection | Fin du mandat |
| ------------- | -------------------- | ------------------ | ------------- |
| Michal Homrok | Candidat indépendant | 02.12.2006         | Déc. 2010     |